# Hiroshi Yoshinaga
Hiroshi Yoshinaga (japanisch 吉永 大志 Yoshinaga Hiroshi; * 14. Oktober 1996 in Takasaki) ist ein japanischer Fußballspieler.

## Karriere
Yoshinaga erlernte das Fußballspielen in der Schulmannschaft der Maebashi Ikuei High School und der Universitätsmannschaft der Nihon-Universität. Seinen ersten Vertrag unterschrieb er 2019 beim Fukushima United FC. Der Verein spielte in der dritten japanischen Liga, der J3 League.